# Convoy Take Ichi

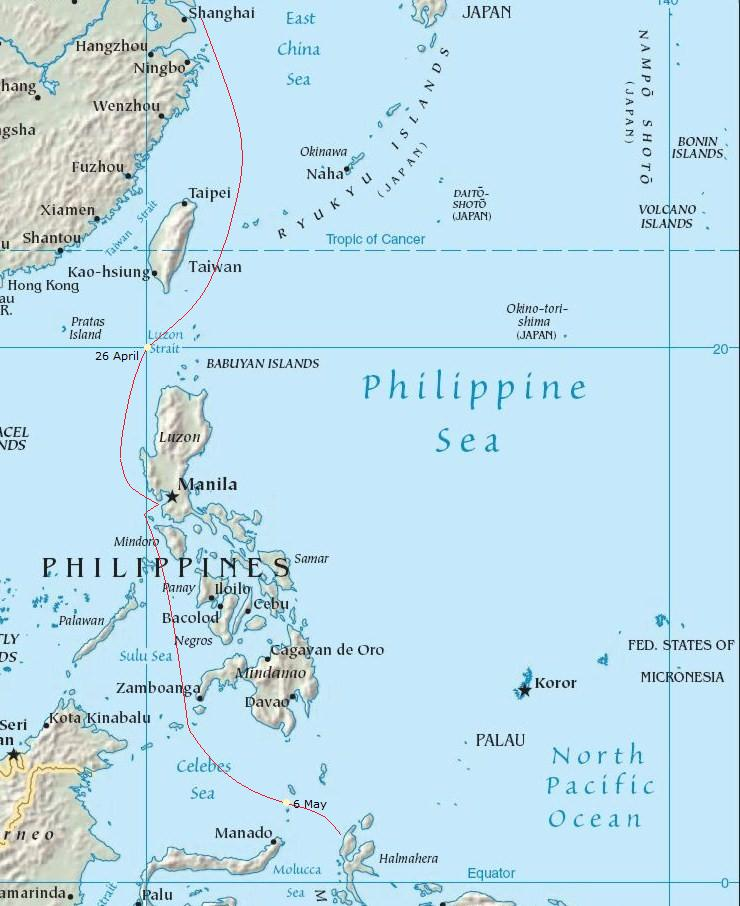
Mapa que muestra la ruta del convoy japonés Take Ichi y la ubicación de los ataques de los submarinos estadounidenses al convoy.

El Convoy Take Ichi (竹一 ? ) ("Convoy Bambú Uno") fue un convoy japonés de la Segunda Guerra Mundial destinado al transporte de tropas del Ejército Imperial Japonés para reforzar guarniciones en Filipinas y Nueva Guinea en 1944, y que fue atacado por la flota naval estadounidense, causándole serias pérdidas. 
El convoy partió de Shanghái el 17 de abril de 1944, con dos divisiones de infantería para reforzar las posiciones defensivas del Japón en las Filipinas y el oeste de Nueva Guinea. Los submarinos de la Armada de los Estados Unidos (USN) fueron alertadas de este transporte y atacaron el convoy en dos fechas, el 26 de abril y 6 de mayo, hundiendo cuatro transportes y matando a más de 4.000 soldados. Estas pérdidas causadas al convoy lo obligaron a desviarse a la isla indonesia de Halmahera en las archipiélago de las Molucas, donde los soldados supervivientes y sus equipos fueron descargados.
Las pérdidas del convoy Take Ichi tuvieron importantes resultados estratégicos. El fracaso al tratar de transportar dos divisiones a su destino sin pérdidas contribuyó a la decisión del mando militar nipón para que el "perímetro defensivo" de Japón retrocediera 600 millas (unos 970 km). Las dos divisiones transportadas sufrieron notables pérdidas de efectivos y de material bélico, y esto redujo su importancia en el frente; aunque estas tropas pudieron después combatir contra los estadounidenses, de poco sirvieron a Japón para la defensa de sus posiciones.

## Antecedentes
En septiembre de 1943, la Armada Imperial Japonesa y el Ejército Imperial japonés acordaron establecer posiciones defensivas a lo largo de un área bautizada como "zona absoluta de la defensa nacional" de Japón y que abarcaba un perímetro desde las Islas Marianas y las Carolinas hasta el oeste de Nueva Guinea y el Mar de Banda y Mar de Flores. En esas fechas había pocas unidades del ejército japonés en la zona, y se decidió trasladar tropas japonesas acuarteladas en China y Manchukuo para proteger las bases aéreas en las islas del Pacífico, que ahora eran la base de los planes de defensa de Japón. Estos traslados demoraron varios meses por falta de barcos, en tanto la flota estadounidense había ya destruido un crecido número de transportes japoneses. Se dio prioridad al transporte de refuerzos para las Marianas y las islas Carolinas, mientras que las unidades seleccionadas para el oeste de Nueva Guinea permanecieron en China hasta abril de 1944, cuando hubo barcos llegaron disponibles para transportarlas.
Desde 1943 la táctica naval japonesa empezó a formar grandes convoyes de diez a veinte naves, en reemplazo de los convoyes de cinco naves en promedio, considerando que esto reducía el número de convoyes (que serían pocos y muy concentrados), haciendo más difícil a los estadounidenses hallar blancos fáciles y frecuentes. Así, el convoy Take Ichi llevaría dos divisiones de infantería, la 32da y la 35ta, ambas con muchos efectivos veteranos de las campañas en China; el convoy comprendería quince grandes barcos de transporte y una amplia fuerza de protección al mando del almirante Sadamichi Kajioka: dos minadores, tres destructores, una fragata, dos escoltas, dos cazasubmarinos, y tres cañoneros.